# Senran Kagura Burst
Senran Kagura Burst (閃乱カグラ Burst?) è un videogioco del 2012 sviluppato da Tamsoft e pubblicato da Marvelous AQL. È il secondo videogioco del franchise Senran Kagura ed è suddiviso in due parti: Skirting Shadows (少女達の真影?, Shōjo-tachi no shin'ei, lett. "Il ritratto delle ragazze"), consistente in una riedizione del primo videogioco della serie Senran Kagura: shōjo-tachi no shin'ei (閃乱カグラ -少女達の真影-?), pubblicato soltanto in Giappone il 22 settembre 2011 con protagoniste le ragazze dell'Accademia Hanzō, e Crimson Girls (紅蓮の少女達?, Guren no shōjo-tachi, lett. "Le ragazze cremisi"), una nuova storia con protagoniste le ragazze dell'Accademia Hebijo.
Il gioco venne pubblicato in Giappone per Nintendo 3DS il 30 agosto 2012 e il 10 gennaio 2013 venne pubblicato anche in versione digitale per il Nintendo eShop. Il gioco fu pubblicato come versione digitale nel Nord America il 14 novembre 2013, mentre in Europa e Australia è stato pubblicato il 27 febbraio 2014 in versione digitale e il 28 febbraio 2014 in formato retail. Tuttavia in Italia il gioco è uscito ufficialmente nei negozi a partire dal 10 aprile 2014, grazie a Namco Bandai.
Nel 2014 è stato pubblicato su Nintendo 3DS il sequel diretto di Senran Kagura Burst, intitolato Senran Kagura 2: Deep Crimson.

## Modalità di gioco
La modalità di gioco di Senran Kagura Burst, come nella sua versione precedente, è quella di un classico gameplay a scorrimento laterale.
Prima della battaglia il giocatore potrà scegliere una delle 10 ragazze disponibili da subito all'interno del gioco (5 della Hebijo Clandestine Girls' Academy e 5 della Hanzō Academy). Durante le fasi dello scontro più il personaggio che utilizzeremo verrà danneggiato, più i suoi vestiti verranno distrutti. Le informazioni riguardanti la storia dei personaggi, i punti focali di ognuno di essi e le informazioni generali del mondo di Senran Kagura verranno visualizzate in quello che viene chiamato "il romanzo" e strutturato anche come se lo fosse. Il romanzo è introdotto nei punti più importanti della trama della storia del gioco.
La modalità del gameplay consisterà nel farci viaggiare attraverso i luoghi che verranno narrati durante la storia e mentre lo faremo il livello dei personaggi che useremo salirà, permettendoci di utilizzare nuove mosse e nuovi completi (180 in tutto). Oltre alle nuove tecniche di combattimento e nuovi completi sarà possibile sbloccare anche le musiche del gioco e le concept-art.
La storia di ogni scuola è suddivisa in 5 capitoli, alcune missioni porteranno avanti quella che è la storia dei personaggi invece le altre saranno opzionali. Inizialmente le missioni principali saranno giocabili solo con un personaggio ben preciso, ma una volta completate saranno accessibili con tutti. Al termine delle missioni giocate verrà attribuito un punteggio in base alla salute, alla velocità e al numero di attacchi effettuati nel completare la missione.

## Menù
Nel menù presente nello schermo inferiore della console, quando non si sta giocando una missione, sono presenti sei modalità: Mission (Missioni), Character, Dressing Rm. (Camerino), Settings (Impostazioni), Library (Libreria) e Records.
All'interno del camerino sarà possibile cambiare gli abiti delle ragazze, disponibili in 4 differenti tonalità di colori. Premendo il tasto X insieme ai tasti direzionali sarà possibile spostare la protagonista lungo lo schermo, mentre premendo il taso X insieme ai tasti L o R sarà possible zoomare avanti o indietro la protagonista. Infine, grazie all'accelerometro del Nintendo 3DS, scuotendo la console sarà possibile ottenere il movimento del seno delle protagoniste.
All'interno della Libreria sarà possibile selezionare cinque sezioni: Stats (Statistiche), Titles , Pics (Foto), Music  e Terms (Termini). In Stats è possibile visualizzare il tempo totale occupato dalle missioni, il numero di nemici sconfitti, le missioni superate, il numero di completi sbloccati, le foto sbloccate, il ranghi ottenuti nelle missioni, il livello del personaggio, il totale dei punti esperienza ottenuti, il numero di Arti Ninja segrete usate ed il numero di missioni cancellate. Nella sezione Pics, oltre ai video introduttivi di gioco, sarà possibile sbloccare 79 pictures in totale, 38 per le ragazze dell'Hanzō Academy e 41 per le ragazze dell'Hebijo Clandestine Girls' Academy. Per poter sbloccare l'ultima picture dell'Hebijo Clandestine Girls' Academy sarà necessario riuscire ad ottenere prima tutte le foto di entrambe le scuole. Nella sezione Titles verranno mostrati i titoli ottenuti durante il gioco, nella sezione Music le tracce musicali ed infine in Terms le terminologie sbloccate nel gioco.

## Personaggi

### Hanzō Academy
- Asuka
- Ikaruga
- Katsuragi
- Yagyū
- Hibari
- Daidōji
- Kiriya (personaggio non giocabile)

### Hebijo Clandestine Girls' Academy
- Homura / Crimson Homura
- Yomi
- Hikage
- Mirai
- Haruka
- Rin / Suzune (personaggio non giocabile)

## Remake
Nel 2018 il gioco ha avuto un remake per PlayStation 4, Senran Kagura Burst Re:Newal.